# Лозовенькая
Лозовенькая — река в России, протекает по Чертковскому району Ростовской области. Устье реки находится в 15 км по правому берегу реки Лозовой. Длина реки — 40 км, площадь водосборного бассейна — 336 км².

## Данные водного реестра
По данным государственного водного реестра России относится к Донскому бассейновому округу, водохозяйственный участок реки — Калитва, речной подбассейн реки — Северский Донец (российская часть бассейна). Речной бассейн реки — Дон (российская часть бассейна).

## Населённые пункты
- х. Арбузовка[3]
- х. Малая Лозовка
- с. Алексеево-Лозовское
- х. Ходаковский
- с. Греково-Степановка
- х. Могилянский[4]
- х. Ясиноватый
- х. Ястребиновский
- х. Чумаковский
- х. Чуевский